# Narración descomprimida
La narración descomprimida o descompresión es un término utilizado en el mundo de la historieta (particularmente, en el cómic americano) que describe la elección de una narración estilística caracterizada por un fuerte énfasis en la interacción visual o de los personajes; lo que, a su vez, suele conducir a tramas más lentas y largas.

## Historia
La descompresión desarrolló una fuerte presencia en los cómics estadounidenses más importantes de los años 90 y 2000. Tradicionalmente, los cómics estadounidenses eran antologías con múltiples historias cortas por número, generalmente con personajes diferentes, algunos de los cuales continuarían durante décadas como protagonistas de las historias de complemento de cada número de la serie correspondiente. Este formato prevaleció durante mucho tiempo, culminando en la existencia de múltiples subtramas serializadas durante los años 70 y 80.
La descompresión se describe a menudo como el resultado de la creciente influencia del manga en la escena del cómic internacional. Este medio, tradicionalmente menos costoso por página que los cómics estadounidenses debido a la mayor circulación y la impresión en blanco y negro, utiliza ampliamente la descompresión como estilo de narración, influenciado por los storyboards en el cine y popularizado en el manga por el dibujante Osamu Tezuka con su manga Shin Takarajima de 1947. El "estilo cinematográfico" de Tezuka fue tan exitoso que fue asumido por otros dibujantes en Japón y, finalmente, se extendió por todo el mundo con obras como la épica ópera futurista de Katsuhiro Otomo Akira, que fue uno de los primeros manga en ser populares en la comunidad de cómic estadounidense.
Uno de los primeros cómics estadounidenses que tuvieron éxito comercial al utilizar la descompresión como estilo dominante fue el primer arco argumental (12 números) de The Authority, de Warren Ellis y Bryan Hitch. A raíz del éxito del cómic, la descompresión fue ampliamente adoptada en toda la industria estadounidense de cómics con diversos grados de éxito.
Muchos dibujantes americanos alternativos hacen uso de la descompresión, especialmente aquellos que están directamente influenciados por el manga, como Bryan Lee O'Malley.
Algunas historietas francesas usan la descompresión como una técnica narrativa. Los más notables son los artistas asociados con el movimiento franco-japonés La nouvelle manga, como Frédéric Boilet y Vanyada.
Cages, de Dave McKean, sigue siendo uno de los mejores ejemplos del uso de la descompresión. Con más de 500 páginas, las tramas pueden ser etiquetadas como "épicas gráficas", pero la historia se centra en un período relativamente corto de tiempo.

## Crítica
Las historias descomprimidas han sido la causa de una considerable controversia y debate entre los aficionados al cómic. Muchos detractores acusan a sus escritores (siendo el más conocido de ellos Brian Michael Bendis) de estirar innecesariamente la longitud de las tramas, adelgazando el contenido por página para ganar más ventas y dinero por una cantidad limitada de trabajo. Los defensores del estilo afirman que las historias descomprimidas no se extienden, sino que son ricas en desarrollo y en mostrar el estado de ánimo de los personajes, en detrimento de la progresión de la trama. Algunos ven el fenómeno como una consecuencia de la creciente popularidad de los tomos recopilatorios, que suelen recoger un promedio de seis seis números de una serie en un volumen y por lo tanto necesitan una determinada longitud de las historias para que encajen en este formato de publicación.

## Compresión
En respuesta a la crítica del uso generalizado de la descompresión en los tebeos americanos, los escritores Warren Ellis, Dan Slott, y Brian Wood han experimentado con la narración comprimida. Las series de Ellis Fell, Global Frequency y Planetary se adhieren al formato de historias autoconclusivas, y Nextwave se divide solamente en dos arcos argumentales. Las historias de Slott en She-Hulk y The Thing también mantienen arcos argumentales de uno, dos o tres números, y su contribución a la edición de 2005 de Amazing Fantasy # 15 usó lo que él llamó narración "hipercomprimida": 6 escritores recibieron 8 páginas cada uno para presentar un nuevo personaje, y Slott fue elegido para contar cuatro historias con su personaje, cada una de sólo dos páginas. Las series independientes de Brian Wood Demo y Local presentan exclusivamente historias autoconclusivas, en algunos casos sin personajes recurrentes de un número al siguiente, creando una verdadera historia autónoma.
- Datos: Q48784739